# Golden Globe Award för bästa animerade film
Detta är en lista över vilka som har tilldelats en Golden Globe Award för bästa animerade film.

## Vinnare och nominerade
| År                                      | Film                                                 | Regissör      |
| 2006 (64:e)                             |                                                      |               |
| --------------------------------------- | ---------------------------------------------------- | ------------- |
| 2006 (64:e)                             | Bilar                                                | John Lasseter |
| 2006 (64:e)                             | Happy Feet                                           | George Miller |
| 2006 (64:e)                             | Monster House                                        | Gil Kenan     |
| 2007 (65:e)                             |                                                      |               |
| Råttatouille                            | Brad Bird                                            |               |
| Bee Movie                               | Simon J. Smith & Steve Hickner                       |               |
| The Simpsons: Filmen                    | David Silverman                                      |               |
| 2008 (66:e)                             |                                                      |               |
| WALL•E                                  | Andrew Stanton                                       |               |
| Bolt                                    | Chris Williams & Byron Howard                        |               |
| Kung Fu Panda                           | John Stevenson & Mark Osborne                        |               |
| 2009 (67:e)                             |                                                      |               |
| Upp                                     | Pete Docter                                          |               |
| Det regnar köttbullar                   | Phil Lord & Christopher Miller                       |               |
| Coraline och spegelns hemlighet         | Henry Selick                                         |               |
| Den fantastiska räven                   | Wes Anderson                                         |               |
| Prinsessan och grodan                   | Ron Clements & John Musker                           |               |
| 2010 (68:e)                             |                                                      |               |
| Toy Story 3                             | Lee Unkrich                                          |               |
| Dumma mej                               | Pierre Coffin & Chris Renaud                         |               |
| Draktränaren                            | Chris Sanders & Dean DeBlois                         |               |
| Illusionisten                           | Sylvain Chomet                                       |               |
| Trassel                                 | Nathan Greno & Byron Howard                          |               |
| 2011 (69:e)                             |                                                      |               |
| Tintins äventyr: Enhörningens hemlighet | Steven Spielberg                                     |               |
| Bilar 2                                 | John Lasseter                                        |               |
| Mästerkatten                            | Chris Miller                                         |               |
| Rango                                   | Gore Verbinski                                       |               |
| Arthur och julklappsrushen              | Sarah Smith                                          |               |
| 2012 (70:e)                             |                                                      |               |
| Modig                                   | Mark Andrews & Brenda Chapman                        |               |
| Frankenweenie                           | Tim Burton                                           |               |
| Hotell Transylvanien                    | Genndy Tartakovsky                                   |               |
| De fem legenderna                       | Peter Ramsey                                         |               |
| Röjar-Ralf                              | Rich Moore                                           |               |
| 2013 (71:a)                             |                                                      |               |
| Frost                                   | Chris Buck & Jennifer Lee                            |               |
| Croodarna                               | Kirk DeMicco & Chris Sanders                         |               |
| Dumma mej 2                             | Pierre Coffin & Chris Renaud                         |               |
| 2014 (72:a)                             |                                                      |               |
| Draktränaren 2                          | Dean DeBlois                                         |               |
| Lego filmen                             | Phil Lord & Christopher Miller                       |               |
| Big Hero 6                              | Don Hall & Chris Williams                            |               |
| The Boxtrolls                           | Graham Annable & Anthony Stacchi                     |               |
| Manolos magiska resa                    | Jorge Gutierrez                                      |               |
| 2015 (73:e)                             |                                                      |               |
| Insidan ut                              | Pete Docter                                          |               |
| Anomalisa                               | Charlie Kaufman & Duke Johnson                       |               |
| Den gode dinosaurien                    | Peter Sohn                                           |               |
| Snobben: The Peanuts Movie              | Steve Martino                                        |               |
| Fåret Shaun - Filmen                    | Richard Starzak & Mark Burton                        |               |
| 2016 (74:e)                             |                                                      |               |
| Zootropolis                             | Byron Howard & Rich Moore                            |               |
| Kubo och de två strängarna              | Travis Knight                                        |               |
| Mitt liv som Zucchini                   | Claude Barras                                        |               |
| Sing                                    | Garth Jennings                                       |               |
| Vaiana                                  | Ron Clements & John Musker                           |               |
| 2017 (75:e)                             |                                                      |               |
| Coco                                    | Lee Unkrich                                          |               |
| Baby-bossen                             | Tom McGrath                                          |               |
| The Breadwinner                         | Nora Twomey                                          |               |
| Loving Vincent                          | Dorota Kobiela & Hugh Welchman                       |               |
| Tjuren Ferdinand                        | Carlos Saldanha                                      |               |
| 2018 (76:e)                             |                                                      |               |
| Spider-Man: Into the Spider-Verse       | Bob Persichetti, Peter Ramsey & Rodney Rothman       |               |
| Superhjältarna 2                        | Brad Bird                                            |               |
| Isle of Dogs                            | Wes Anderson                                         |               |
| Miraï, min lillasyster                  | Mamoru Hosoda                                        |               |
| Röjar-Ralf kraschar internet            | Rich Moore & Phil Johnston                           |               |
| 2019 (77:e)                             |                                                      |               |
| Mysteriet om herr Länk                  | Chris Butler                                         |               |
| Frost 2                                 | Chris Buck & Jennifer Lee                            |               |
| Draktränaren 3                          | Dean DeBlois                                         |               |
| Lejonkungen                             | Jon Favreau                                          |               |
| Toy Story 4                             | Josh Cooley                                          |               |
| 2020 (78:e)                             |                                                      |               |
| Själen                                  | Pete Docter                                          |               |
| Croodarna 2: En ny tid                  | Joel Crawford                                        |               |
| Framåt                                  | Dan Scanlon                                          |               |
| Till månen och tillbaka                 | Glen Keane                                           |               |
| Wolfwalkers                             | Tomm Moore & Ross Stewart                            |               |
| 2021 (79:e)                             |                                                      |               |
| Encanto                                 | Jared Bush & Byron Howard                            |               |
| Flykt                                   | Jonas Poher Rasmussen                                |               |
| Luca                                    | Enrico Casarosa                                      |               |
| My Sunny Maad                           | Michaela Pavlátová                                   |               |
| Raya och den sista draken               | Don Hall & Carlos López Estrada                      |               |
| 2022 (80:e)                             |                                                      |               |
| Guillermo del Toros Pinocchio           | Guillermo del Toro & Mark Gustafson                  |               |
| Inu-Oh                                  | Masaaki Yuasa                                        |               |
| Marcel the Shell with Shoes On          | Dean Fleischer Camp                                  |               |
| Mästerkatten 2                          | Joel Crawford                                        |               |
| Röd                                     | Domee Shi                                            |               |
| 2023 (81:a)                             |                                                      |               |
| Pojken och hägern                       | Hayao Miyazaki                                       |               |
| Elementärt                              | Peter Sohn                                           |               |
| Spider-Man: Across the Spider-Verse     | Joaquim Dos Santos, Kemp Powers & Justin K. Thompson |               |
| Super Mario Bros. Filmen                | Aaron Horvath & Michael Jelenic                      |               |
| Suzume                                  | Makoto Shinkai                                       |               |
| Önskan                                  | Chris Buck & Fawn Veerasunthorn                      |               |
| 2024 (82:a)                             |                                                      |               |
| Flow                                    | Gints Zilbalodis                                     |               |
| Den vilda roboten                       | Chris Sanders                                        |               |
| Insidan ut 2                            | Kelsey Mann                                          |               |
| Memoir of a Snail                       | Adam Elliot                                          |               |
| Vaiana 2                                | David Derrick Jr., Jason Hand & Dana Ledoux Miller   |               |
| Wallace & Gromit: Hämnden har vingar    | Nick Park & Merlin Crossingham                       |               |